# Анџи (Луизијана)
Анџи (енгл. Angie) град је у америчкој савезној држави Луизијана.

## Демографија
По попису из 2010. године број становника је 251, што је 11 (4,6%) становника више него 2000. године.
| Група             | 2000.       | 2010.       |
| Белци             | 194 (80,8%) | 173 (68,9%) |
| Афроамериканци    | 42 (17,5%)  | 65 (25,9%)  |
| Азијати           | 0 (0,0%)    | 0 (0,0%)    |
| Хиспаноамериканци | 8 (3,3%)    | 7 (2,8%)    |
| Укупно            | 240         | 251         |